# Distrito de Jamalca
El distrito de Jamalca es uno de los siete distritos de la provincia de Utcubamba, ubicado en el departamento de Amazonas, en el norte del Perú. Limita por el noreste con el distrito de Cajaruro; por el sureste con la provincia de Luya; por el suroeste con el distrito de Lonya Grande y por el noroeste con el distrito de Bagua Grande.
Desde el punto de vista jerárquico de la Iglesia católica forma parte del diócesis de Chachapoyas.

## Historia

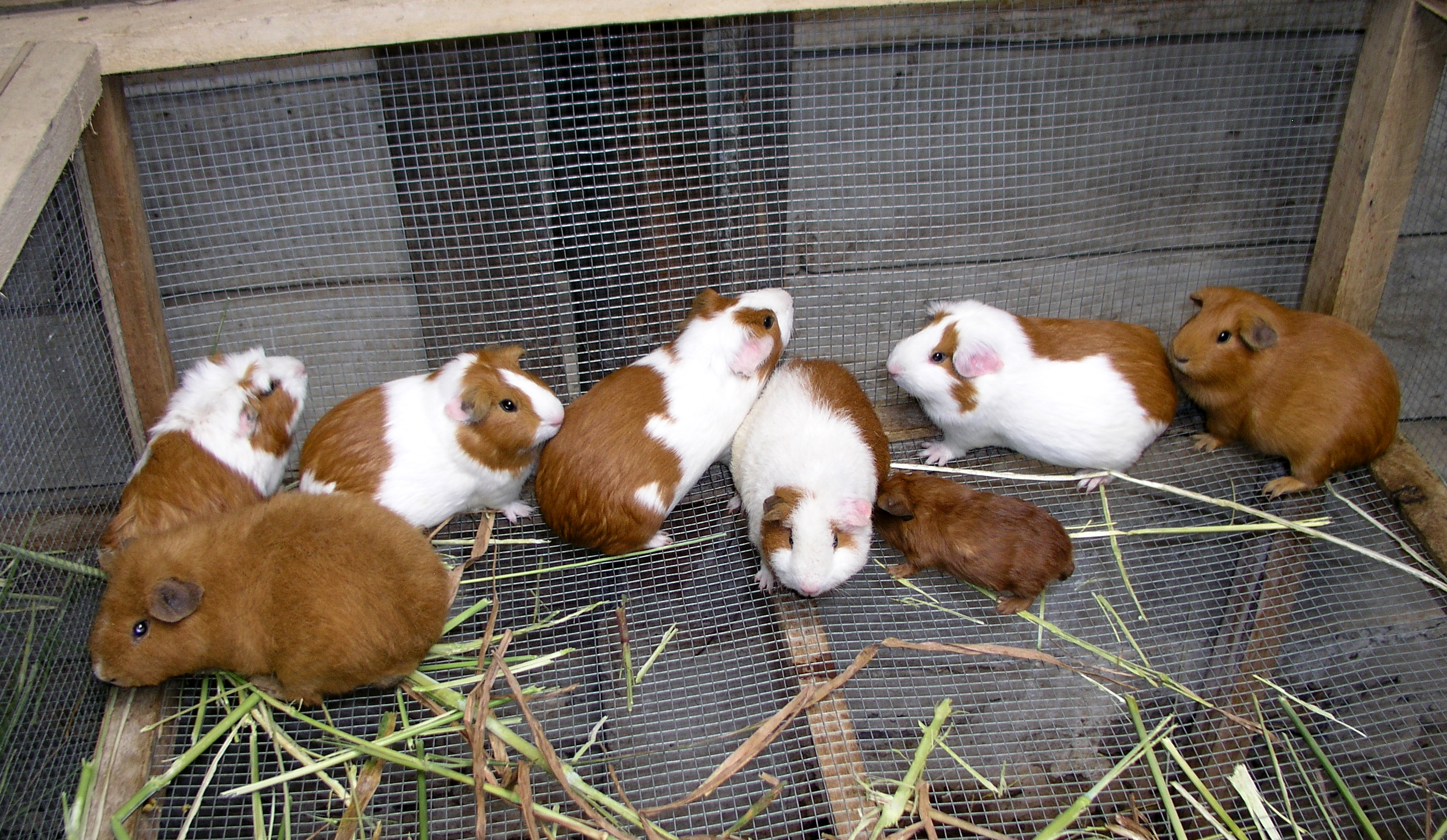
Cría de cuyes en Jamalca.

El distrito fue creado el 5 de febrero de 1861 mediante Ley sin número, en el gobierno del Presidente Ramón Castilla.
En sus inicios ,los primeros pobladores de Jamalca aparecieron aproximadamente en el año 1805 y se ubicaron en la parte alta del actual pueblo de Jamalca a una distancia 05 km aproximadamente , vivieron por muchos años en este lugar llamado Utmalcaque por sus escasas agua optaron en trasladarse a este lugar en donde existía una hacienda denominada bajo el nombre quechua de "Chaypiunga" que en castellano quiere decir lugar templado. La dueña de esta hacienda era la señora Paula Julca, tan adinerada que llegó al estreno de solear la plata y el oro en cueros de ganado vacuno: fue ella quien decidió donarles una parte de su terreno que se complementó con la donación de otro lote más por parte del señor Juan Pérez, dueño de la hacienda "Huachaca". Los agricultores se dedicaban al cultivo de maíz, papa, fréjol, yuca y otros productos que les servían para alimentarse y así mismo para realizar sus trueques y se refrescaban con las aguas del llamado pozo "El limón dulce", al que llamaron así por su agua dulce que nacía en esa hacienda y les servía para el consumo y el consumo de sus animales domésticos.[cita requerida]
Pasados muchos años llegó la familia adinerada que conocía el país de Jamaica y en honor a su experiencia realiza y vivida en su paseo les hacía recordar bastante lo pusieron el nombre de Jamalca.[cita requerida]

## Geografía
Abarca una superficie de 357,98 km² y tiene una población estimada mayor a 8 000 habitantes. 
Su capital es el pueblo de Jamalca.

## Turismo
- Aguas termales Nina Yacu, ubicadas en la quebrada La Honda, cerca al caserío de la Palma a 1100 m s. n. m. Sus aguas presentan una composición de bicarbonatos, cloruros y sales de cal.[2]

- Catarata la Lejia, ubicada cerca del caserío de Jamalca, con una caída de 670 m formando un tobogán, de muy difícil acceso. Cuenta con un mirador natural muy cerca de la carretera que conduce hacia el centro poblado de Tambolic.[3]

## Autoridades

### Municipales
- 2023 - 2026[4]

- - Alcaldesa: Sadith Oblitas Yopan del Movimiento Independiente sentimiento Amazonense.
  - Regidores:

  1. Juan Vilchez Fernández (Movimiento Independiente sentimiento Amazonense Regional)
  2. Kiara Valqui Chuquizuta (Movimiento Independiente sentimiento Amazonense Regional)
  3. Martin Aguilar (Movimiento Independiente sentimiento Amazonense Regional)
  4. Esperanza Iliquin Malque (Movimiento Independiente sentimiento Amazonense Regional)
  5. Rosario Villalobos Estela (Movimiento Independiente Victoria Amazonense)

Alcaldes anteriores
- 2019 - 2022[4]

- - Alcalde: Edinson Urbina López, del Movimiento Independiente Surge Amazonas.
  - Regidores:

  1. Daniel Mejía Molina (Movimiento Independiente Surge Amazonas)
  2. José Celso Becerra Prado (Movimiento Independiente Surge Amazonas)
  3. Segundo Roberto Mosqueda Castañeda (Movimiento Independiente Surge Amazonas)
  4. Silvia Campos Moreto (Movimiento Independiente Surge Amazonas)
  5. Edinson Prado Pulse (Sentimiento Amazonense Regional)

- 2015-2018:[5] Arístides Gonzales Saavedra, Movimiento Regional Amazonense Unidos al Campo.
- 2011-2014: Sadith Oblitas Yopan, Movimiento Independiente Surge Amazonas (MISA).
- 2007-2010: Ricardo Cabrera Bravo.